# Port lotniczy Hagfors
Port lotniczy Hagfors (IATA: HFS, ICAO: ESOH) – port lotniczy położony niedaleko Hagfors, w regionie Värmland, w Szwecji.

## Linie lotnicze i połączenia
| Linia Lotnicza | Kierunek                       |
| -------------- | ------------------------------ |
| Jonair         | 1. Sztokholm-Arlanda 2. Torsby |